# Гведел, Артур Эрнест
Артур Эрнест Гведел (англ. Arthur Ernest Guedel, 13 сентября 1883, Кембридж, Индиана, США — 10 июня 1956, Лос-Анджелес, Калифорния, США) — американский анестезиолог, разработал классификацию глубины анестезии, тип орофарингеального воздуховода и участвовал в совершенствовании эндотрахеальной трубки.

## Биография
Родился в городке Кембридж, штат Индиана, США. (Городок вероятно названный в честь города Кембриджа в Великобритании). Несмотря на то, что потерял в подростковом возрасте три пальца, смог стать искусным пианистом и композитором.
Окончил Медицинский университет Индианы (англ. Indiana University School of Medicine) в 1908 и там преподавал анестезиологию на протяжении долгих лет. Также он работал в Индианопольском общем госпитале, госпиталях святого Винсента и Протестантских дьяконов. Тогда он переехал в Лос-Анджелес, где преподавал анестезиологию в местном университете и работал в нескольких больницах. Во время Первой мировой войны работал во Франции с Американскими экспедиционными силами с августа 1917 по январь 1919 года.
Гведел был автором книги, которая до его смерти считалась золотым стандартом. Над её редактированием он и работал до конца жизни. Умер от ишемической болезни сердца не дожив 3 дня до 73 лет.

## Вклад в медицину

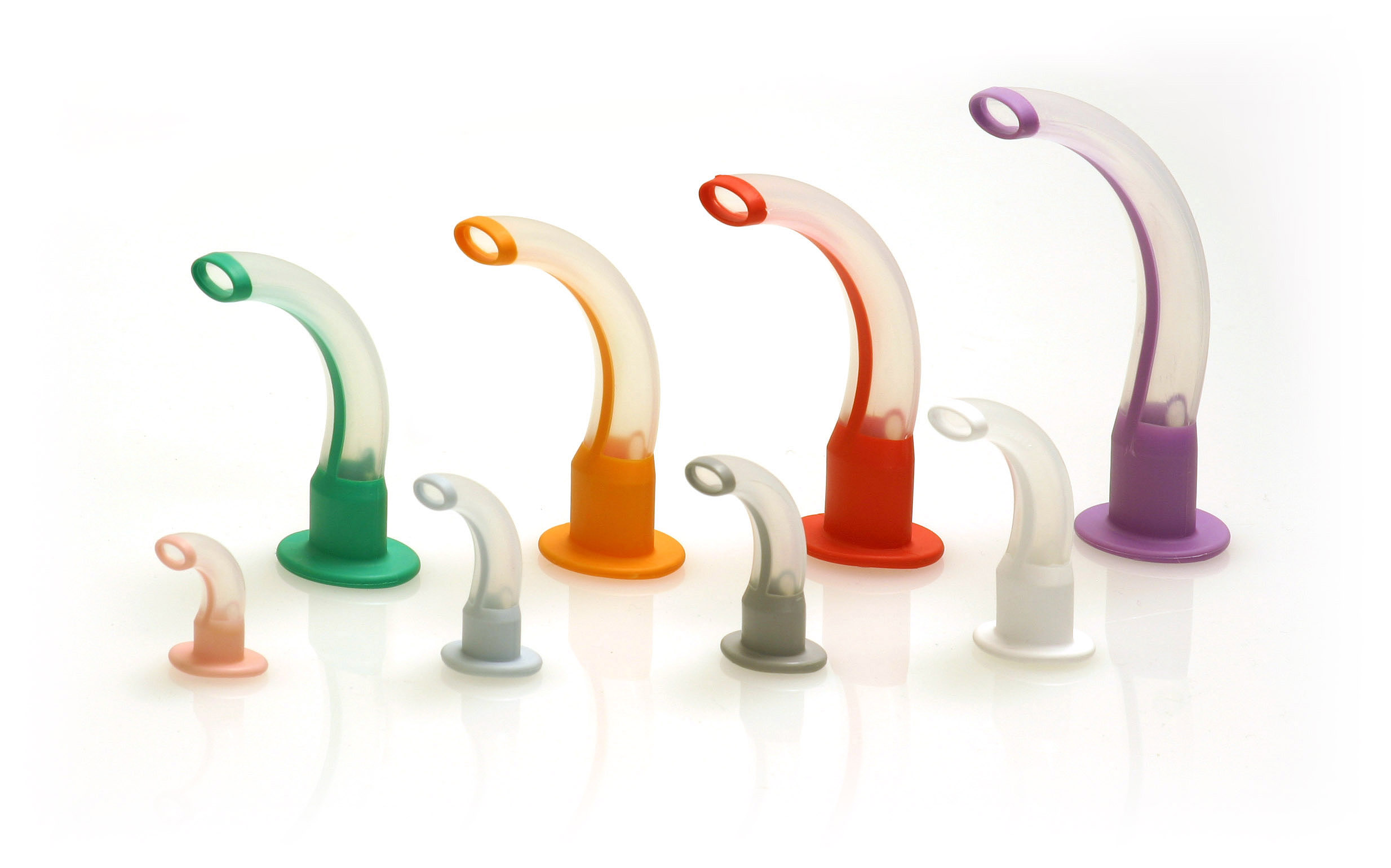
Один из вариантов современного орофарингеального воздуховода

- Работал над техниками самостоятельной подачи закиси азота (прототип анальгезии, контролируемой пациентом) при малых гинекологических и стоматологических операциях.
- Принимал участие во внедрении использования фурана в качестве анестетика.
- Исследовал абсорбцию циклопропана и углекислого газа.
- В 1931 издал книгу «Ингаляционная анестезия: Фундаментальное руководство», переиздано в 1951[3].
- В 1933 в статье «Нетравматический фарингеальный воздуховод» (англ. «A nontraumatic pharyngeal airway») рассказал о разработанном им орофарингеальном воздуховоде[2][3]. До него об орофарингеальном воздуховод впервые писал ещё Джозеф Томас Кловер (1825-1882). Хотя чаще вспоминают статью в журнале «Ланцет» Сэра Фредерика Уильяма Хевита (1857-1916), анестезиолога короля Эдуарда VII в 1901 году.
Однако воздуховоды изготавливали из металла, что часто влекло травмы пациентов. Гведел разработал резиновый воздуховод с внутренней металлической частью, что минимизировало его травмоопасность. На данный момент их строение может достаточно существенно отличаться, но эпонимический термин «воздуховод Гведела» прочно закрепился за всеми орофарингеальными воздуховодами.
- Систематизируя и дополняя наблюдения Джона Сноу (1813-1858) разработал классификацию глубины анестезии, которая также названа эпонимически.
- Разработал и начал продвигать эндотрахеальные трубки с манжетками для предупреждения аспирации и более эффективной искусственной вентиляции легких. Для яркой демонстрации его преимуществ изобретения в 1926 году он впервые продемонстрировал «погруженную собаку» (англ. «dunked dog»)[4]. Гведел вводил собственную собаку в медикаментозный сон смесью этилена и кислорода, интубировал его эндотрахеальной трубкой с манжеткой, погружал в аквариум и проводил искусственную вентиляцию легких.